# Jean Jacques Bury
Pour les articles homonymes, voir Bury.
Jean Jacques Bury (ou Johann Jacob Bury, parfois Biry), né le 9 janvier 1698 à Wasselonne et inhumé le 30 octobre 1734 à Strasbourg, est un orfèvre actif à Strasbourg, au début du XVIIIe siècle descendant de huguenot Pierre Bury (Beury) qui avait immigré de Troyes via Phalsbourg.
Bury est grand-père du peintre de Hanau Friedrich Bury.

## Biographie
Issu d'une famille calviniste, il est le fils de Jean Jacques Bury, bourgeois et tanneur à Wasselonne, et de Marie Élisabeth Heusch, de Bischwiller, descendant de la protestant famille Heusch d'Aix-la-Chapelle, persécuté religieusement en Allemagne. Le lieu de son apprentissage n'est pas connu. À partir de 1726 il entame son compagnonnage chez un bijoutier-joaillier strasbourgeois, Jean Daniel Wurtz, qu'il quitte l'année suivante après un litige touchant à sa rémunération. Il poursuit son compagnonnage chez un autre orfèvre strasbourgeois, André Altenburger. De nouvelles difficultés surgissent lorsqu'il veut entreprendre son chef-d'œuvre de maîtrise, qu'il se résout finalement à exécuter chez Jean Frédéric Unselt. Le 22 septembre 1732 il le présente à trois contrôleurs qui le déclarent passable. Le 24 décembre 1732, il acquiert le droit de bourgeoisie et s’inscrit à la corporation de l'Échasse.
Le 25 septembre 1730 il se marie à Wolfisheim avec Anne Marie Scholl, fille d'un boucher strasbourgeois. Le couple eut quatre fils.
Ses deux premiers fils, Jean Jacques et Jean Frédéric, qui s'installe à Hanau, Allemagne, (Frédéric d'abord Hanau, puis Genève), deviennent également orfèvres. Son petit fils aîné Jean Jacques et devient à son tour orfèvre reste à paris après son apprentissage et refuse de reprendre l'entreprise Bury à Hanau. Un autre fils Friedrich Bury est un peintre renommé en Allemagne. Claus Bury est un descendant cette famille Hanau.

## Œuvre

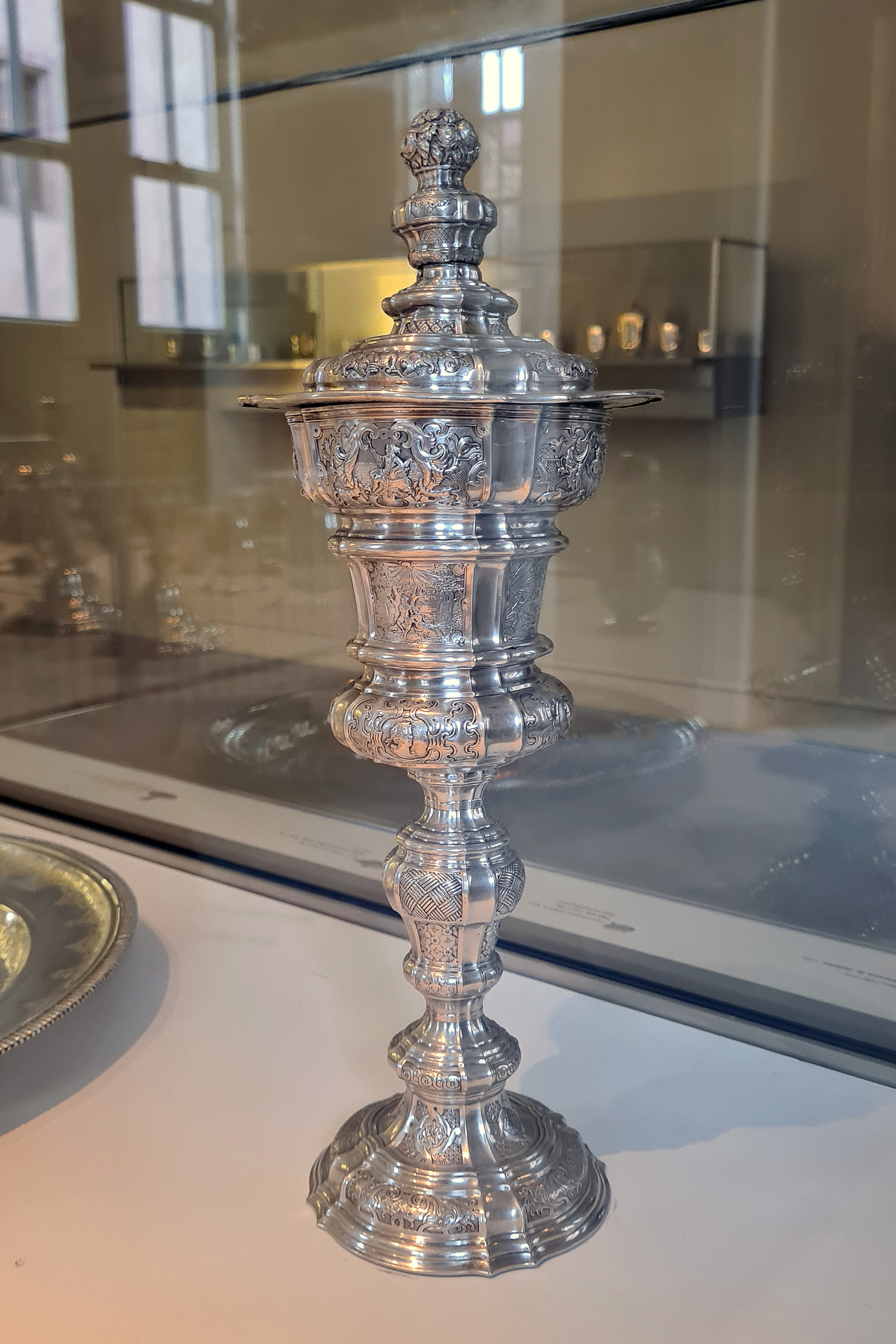
Coupe en argent (1732).

Le musée des Arts décoratifs de Strasbourg conserve cette pièce de 1732, la seule œuvre répertoriée de son auteur.
Elle a été acquise à Paris en 1965 à l'issue de l'exposition Le Siècle d'or de l'orfèvrerie à Strasbourg, organisée en 1964 par Jacques Kugel au profit de la collection d'orfèvrerie des musées de Strasbourg.
Ce grand hanap en argent, d'une hauteur de 38 cm est, selon Hans Haug, « richement profilé, repoussé et ciselé dans le goût du baroque augsbourgeois». Sont représentés notamment des bustes d’empereurs romains et d'un homme barbu coiffé d'un chapeau, des scènes pastorales et de chasse, des divinités antiques, des personnages allégoriques, décor floral.
Le 1er avril 1773, cette pièce de maîtrise est remise au second fils par Madame Vernet née Labart, comme en témoigne l'inscription figurant sur la base et au revers du couvercle.